# Арман Ферте
Еміль Жорж Арман Ферте (фр. Emile-Georges-Armand Ferté; (22 жовтня 1881 , Париж  — 13 лютого 1973 , Париж )) — французький піаніст та музичний педагог.
Найбільшою мірою відомий як редактор знаменитого посібника Шарля Луї Анона «Піаніст-віртуоз», що підготував розширене і доповнене видання, скорочене видання для початківців тощо.
Професор Паризької консерваторії. Серед найбільш помітних учнів Ферте — Жермена Муньє, П'єр Барбізе, Жак Кастеред, Даніель-Лезюр.